# Ilivasi Tabua
Ilivasi Sevia Tabua Tamanivalu (Nadroga-Navosa, 30 de septiembre de 1964) es un entrenador y ex–jugador fiyiano de rugby que se desempeñaba como ala.

## Selección nacional
Fue convocado a los Flying Fijians por primera vez en marzo de 1990 para enfrentar a los Brave Blossoms, no fue convocado de nuevo y estuvo ausente entre 1993 y 1995 porque en esos años jugó para los Wallabies; disputó diez partidos. En 1998 regresó a jugar para Fiyi, con ellos disputó su último partido en octubre de 1999 ante Les Bleus y fueron 16 en total. Con la suma de ambos seleccionados, jugó 26 partidos y marcó tres tries (todos con Australia) para un total de 15 puntos.

### Participaciones en Copas del Mundo
Disputó las Copas del Mundo de Sudáfrica 1995 con los Wallabies; donde Tabua le marcó un try a los Canucks y los australianos resultaron eliminados en cuartos de final tras perder con el XV de la Rosa por tres puntos y con un drop de Rob Andrew. Gales 1999 con Fiyi; donde acabaron segundos de su grupo y lograron acceder a octavos de final, pero allí fueron derrotados por los ingleses.
| Mundial                       | Sede      | Resultado        | PJ | Tries |
| ----------------------------- | --------- | ---------------- | -- | ----- |
| Copa Mundial de Rugby de 1995 | Sudáfrica | Cuartos de final | 2  | 1     |
| Copa Mundial de Rugby de 1999 | Gales     | Octavos de final | 2  | 0     |

## Entrenador
En 2006 con la renuncia del australiano Wayne Pivac del seleccionado fiyiano, la Fiji Rugby Union eligió como nuevo entrenador a Ilivasi Tabua. Dirigió al seleccionado por tres años, pero en agosto de 2009 fue despedido por la FRU quien citó incidentes fuera del campo durante la campaña de Fiyi en la Pacific Nations Cup 2009.